# حكومة صائب سلام الثالثة
الحكومة اللبنانية الواحدة والثلاثون بعد الاستقلال، والرابعة بعهد الرئيس فؤاد شهاب، وهي ثالث حكومة يترأسها صائب سلام. شكلت الحكومة بموجب المرسوم رقم 4944 بتاريخ 1 آب / أغسطس 1960، ونالت الثقة بإجمالي 78 صوتاً ضد 9 أصوات وامتناع 1، واستقالت الحكومة بتاريخ 20 أيار / مايو 1961.

## أعضاء الحكومة
- صائب سلام رئيساً لمجلس الوزراء ووزيراً للداخلية.
- نسيم مجدلاني نائباً لرئيس مجلس الوزراء ووزيراً للعدلية.
- فؤاد نقولا غصن وزيراً للإرشاد والأنباء.
- عثمان الدنا وزيراً للأشغال العامة والنقل.
- سليمان العلي وزيراً للاقتصاد الوطني ووزيراً للسياحة.
- سليمان فرنجية وزيراً للبرق والبريد والهاتف.
- كمال جنبلاط وزيراً للتربية الوطنية والفنون الجميلة.
- رفيق شاهين وزيراً للتصميم العام.
- فيليب تقلا وزيراً للخارجية والمغتربين.
- مجيد أرسلان وزيراً للدفاع الوطني.
- محمد صفي الدين وزيراً للزراعة.
- إلياس خوري وزيراً للصحة العامة.
- جوزيف سكاف وزيراً للعمل والشئون الاجتماعية.
- بيار الجميل وزيراً للمالية.
- حسين منصور وزير دولة.
- موريس الجميل وزير دولة.
- خاتشيك بابيكيان وزير دولة لشؤون الإصلاح الإداري.
- عبد الله المشنوق وزير دولة لشؤون البلديات والأرياف.

## وصلات خارجية
- موقع رئاسة مجلس الوزراء الرسمي